# Alcetas I al Macedoniei
Alcetas I al Macedoniei (în greacă: Μακεδὼν Ἀλκέτας ὁ; 576-547 î.Hr.) a fost al 8-lea rege al Macedoniei, începând cu Caranus, și al 5-lea, începând cu Perdiccas, a domnit, conform lui Eusebiu din Cezareea, 29 de ani. El a fost tatăl lui Amyntas I, care a domnit în a doua parte a secolului al VI-lea î.Hr..
Alcetas a fost un domn calm și stabil, care a încercat să păstreze regatul său prin mijloace pașnice. Spre deosebire de predecesorii lui, el se pare că nu s-a angajat în lupte inutile cu scopul de a extinde limitele regatului său.